# Тхонглонгья, Китти
Китти Тхонглонгья (тайск. กิตติ ทองลงยา) (1928—1974) — известный таиландский биолог, в основном изучавший птиц и млекопитающих.
Китти Тхонглонгья известен открытием и описанием нескольких новых видов. В 1968 году он описал новый вид речных ласточек, отмеченный лишь в Таиланде. В октябре 1973 года он открыл свиноносую летучую мышь, названную позже в его честь (Craseonycteris thonglongyai). В 1974 году им и Д.-Э. Хиллом был описан листонос Лекагула (Hipposideros lekaguli).
Также биологом были изучены два других редких вида — летучая мышь Latidens salimalii, выделенная им в отдельный вид, и меконгская трясогузка (Motacilla samveasna). В 1973 году он выделил в отдельный вид подковоноса Rhinolophus marshalli.
Китти Тхонглонгья был соавтором нескольких книг. В 1974 году он скончался от сердечного приступа, и книга о летучих мышах была завершена Д.-Э. Хиллом.